# قره باغ (فیروزه)
قره باغ ، روستایی از توابع بخش طاغنکوه شهرستان نیشابور در استان خراسان رضوی ایران است.

## جمعیت
این روستا در دهستان طاغنکوه شمالی قرار دارد و براساس سرشماری مرکز آمار ایران در سال ۱۳۸۵، جمعیت آن ۷۴۷ نفر (۲۰۵خانوار) بوده‌است.